# Kupelacja

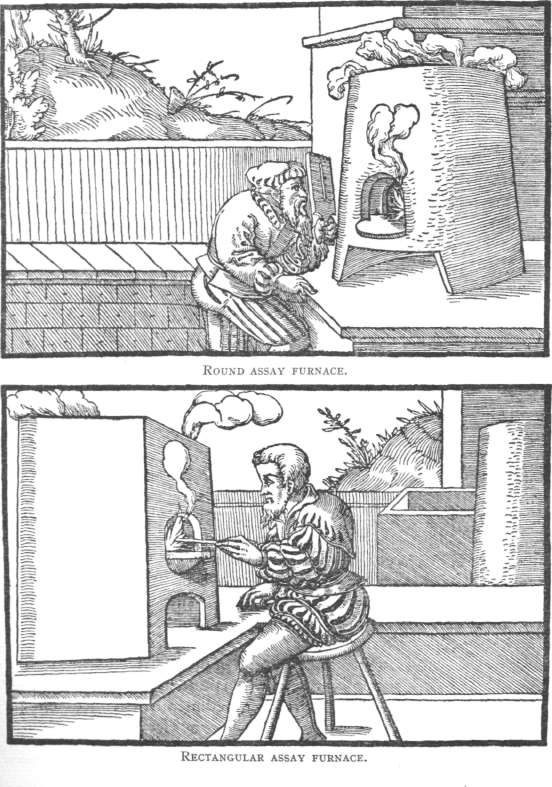
Piece do kupelacji (według Agricoli, De Re Metallica, 1556)

Kupelacja – proces pirometalurgiczny, odmiana prażenia polegająca na ogrzewaniu minerałów, rud, koncentratów lub stopów zawierających metale szlachetne (złoto, platyna, srebro) celem ich wyodrębnienia lub oczyszczenia.
W wyniku kupelacji otrzymuje się niewielkie ilości metali szlachetnych. Proces ten umożliwia uzyskanie metali szlachetnych w czystej postaci z rud zawierających takie pierwiastki metaliczne jak np.: miedź, ołów, cynk, arsen, antymon czy bizmut. W kupelacji wykorzystuje się właściwości chemiczne metali szlachetnych, które nie utleniają się i nie tworzą związków chemicznych w warunkach procesu. Metale nieszlachetne ulegają utlenieniu, tworząc żużle i inne związki chemiczne.

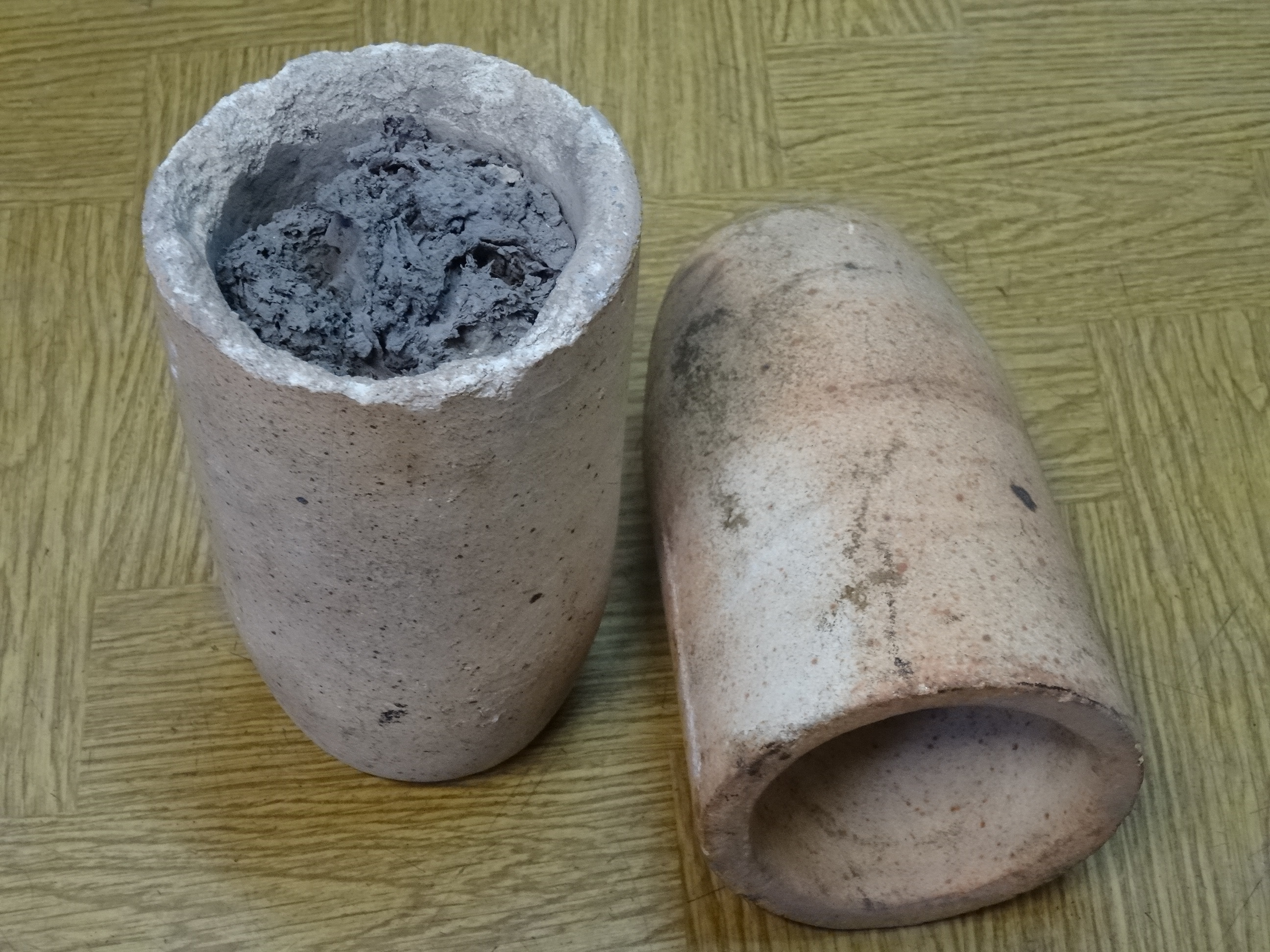
Kupele

Metoda ta stosowana była już 4000 lat przed naszą erą do uzyskiwania srebra występującego najczęściej w rudach ołowiu, znany też jest opis procesu z XII w. W średniowieczu i renesansie była jedną z najpopularniejszych metod rafinacji metali szlachetnych. Kupelacja była powszechnie stosowana aż do XIX w., gdy została wyparta przez proces Pattinsona (1833) i proces Parkesa (1850). Jest nadal używana, m.in. w analizie metali szlachetnych dla celów probierczych czy menniczych.
Rozdrobnioną próbkę miesza się z tlenkiem ołowiu(II), PbO i substancją redukującą (np. sadzą, węglem, węglem drzewnym lub mąką) w postaci proszku oraz topnikiem (np. boraksem), a następnie ogrzewa. Powstający w wyniku redukcji tlenku metaliczny ołów zawiera też rozpuszczony metal szlachetny. Płynny stop metali spływa na dno naczynia. Stop przenosi się następnie do kupeli, czyli porowatego tygla wykonanego np. z popiołu kostnego lub magnezytu, i ogrzewa zapewniając dostęp powietrza. W tych warunkach następuje ponowne utlenienie ołowiu, z którego powstaje PbO. Utleniają się także domieszki innych metali stanowiących zanieczyszczenia, np. miedzi czy cyny. Ostatecznie na dnie tygla pozostaje kulka metalu szlachetnego.